# Вельс-Ланд
Вельс-Ланд (повністю — Беци́рк Вельс-Ланд, нім. Bezirk Wels-Land, де Bezirk означає «округ») — округ Австрійської федеральної землі Верхня Австрія. Центр — місто Вельс.
Округ поділено на 24 громади.
- Айхкірхен
- Бахманнінг
- Бад-Вімсбах-Нейдгартінг
- Бухкірхен
- Еберштальцелль
- Едт-бай-Ламбах
- Фішльгам
- Гунскірхен
- Гольцгаузен
- Кренгльбах
- Ламбах
- Мархтренк
- Нойкірхен-бай-Ламбах
- Оффенгаузен
- Пенневанг
- Піхль-бай-Вельс
- Заттледт
- Шлайсгайм
- Зіпбахцелль
- Штадль-Паура
- Штайнеркірхен-ан-дер-Траун
- Штайнгаус
- Тгальгайм-бай-Вельс
- Вайскірхен-ан-дер-Траун

## Демографія
Населення округу за роками за даними статистичного бюро Австрії

## Виноски
1. ↑  Statistik Austria. Архів оригіналу за 2 травня 2015. Процитовано 23 червня 2013.

| Австрія | Це незавершена стаття з географії Австрії. Ви можете допомогти проєкту, виправивши або дописавши її. |